# 116-я улица (линия Восьмой авеню, Ай-эн-ди)
|   |     |     |     |     |   |
| · | · л | · э | · э | · л | · |

|   |     |     |     |     |   |
| · | · л | · э | · э | · л | · |

«116-я улица» (англ. 116th Street) — станция Нью-Йоркского метрополитена, расположенная на линии Восьмой авеню, Ай-эн-ди. Станция находится в Манхэттене, в районе Гарлем, на пересечении 116-й улицы и Бульвар Фредерика Дугласса. На станции останавливаются маршруты: A (ночью), B (в будни днём и вечером до 23:00) и C (круглосуточно, кроме ночи). Станцию проходят без остановки маршруты A (круглосуточно, кроме ночи) и D (круглосуточно).
Строение станции характерно для многих локальных станций Нью-Йоркской подземки: две боковые платформы, между которыми проходит четыре пути. Название станции имеется на стенах в виде мозаики и, кроме того, на колоннах. Станция отделана в синих тонах.
Каждая из платформ имеет свой собственный выход на улицу: вход на платформу в сторону Бронкса производится через входы с восточных углов перекрестка 116-й улицы с 8-й авеню, в сторону Нижнего Манхэттена — с западных. Таким образом на станции для пассажиров отсутствует возможность бесплатного перехода с одной платформы на другую.